# National Association of Colored Women's Clubs
La National Association of Colored Women's Clubs (NACWC) (Association Nationale des clubs de femmes de couleur) est une association américaine fondée en juillet 1896 lors de la première assemblée de la Fédération nationale des femmes afro-américaines qui s'est tenue à Washington. 

## Histoire

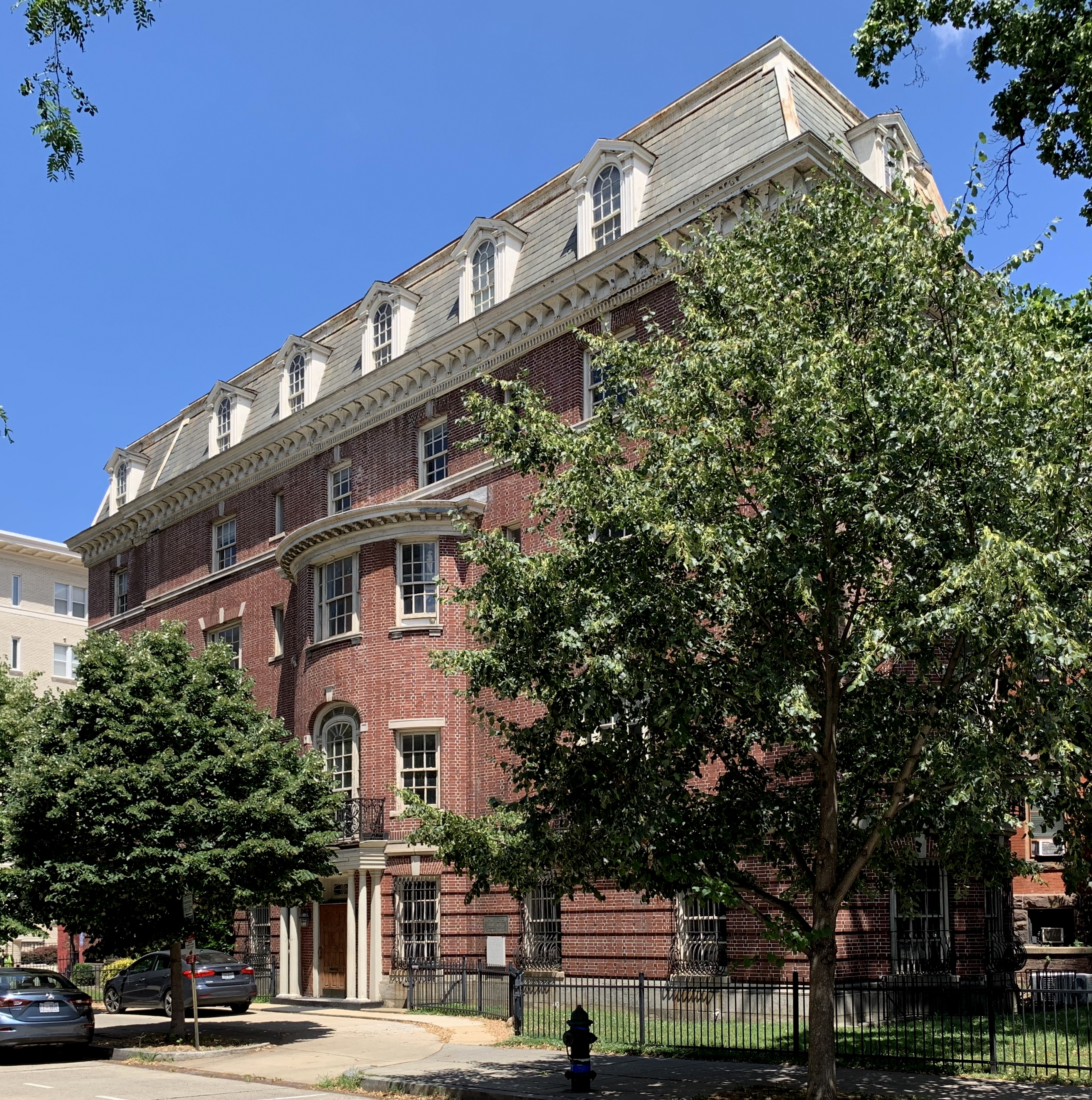
Siège de la National Association of Colored Women's Clubs, Sixteenth Street Historic District à Washington.

La National Association of Colored Women's Clubs résulte de la fusion de la National Federation of African-American Women, du Women's Era Club de Boston et la National League of Colored Women de Washington. Josephine St. Pierre Ruffin est à l'origine de cette fusion. De 1896 à 1904 l'association est connue sous le nom de National Association of Colored Women (NACW). Son slogan est « Lifting as we climb ». En 1904, la NACW devient la National Association of Colored Women's Clubs (NACWC),.
L’organisation, dans le but d'aider les femmes afro-américaines, est particulièrement active sur les questions du suffrage des femmes, de lynchage et des lois Jim Crow mises en place entre 1877 et 1964 pour entraver l'effectivité des droits constitutionnels des Afro-Américains, acquis au lendemain de la guerre de Sécession.
La NACWC compte parmi ses principales fondatrices Harriet Tubman, Margaret Murray Washington, Frances E. W. Harper, Ida Bell Wells-Barnett et Mary Church Terrell. Les figures de premier plan de l'organisation sont Josephine St. Pierre Ruffin et Mary Church Terrell. Leur intention initiale est celle « de fournir la preuve des progrès moraux, mentaux et matériels accomplis par les personnes de couleur grâce aux efforts des femmes ». Elles ont en vue par exemple un texte de James Jacks, président de la Missouri Press Association, qui se réfère aux femmes afro-américaines comme à des prostituées et des voleuses, et qu'elles ont voulu réfuter.
L'association œuvre également à améliorer l'instruction et à prodiguer des soins aux personnes âgées. Le nombre de membres est passé de 5 000 membres en 1897 à 100 000 en 1924 avant un déclin pendant la Grande Dépression.

## Présidentes
- Mary Church Terrell – 1re présidente (1896–1900)

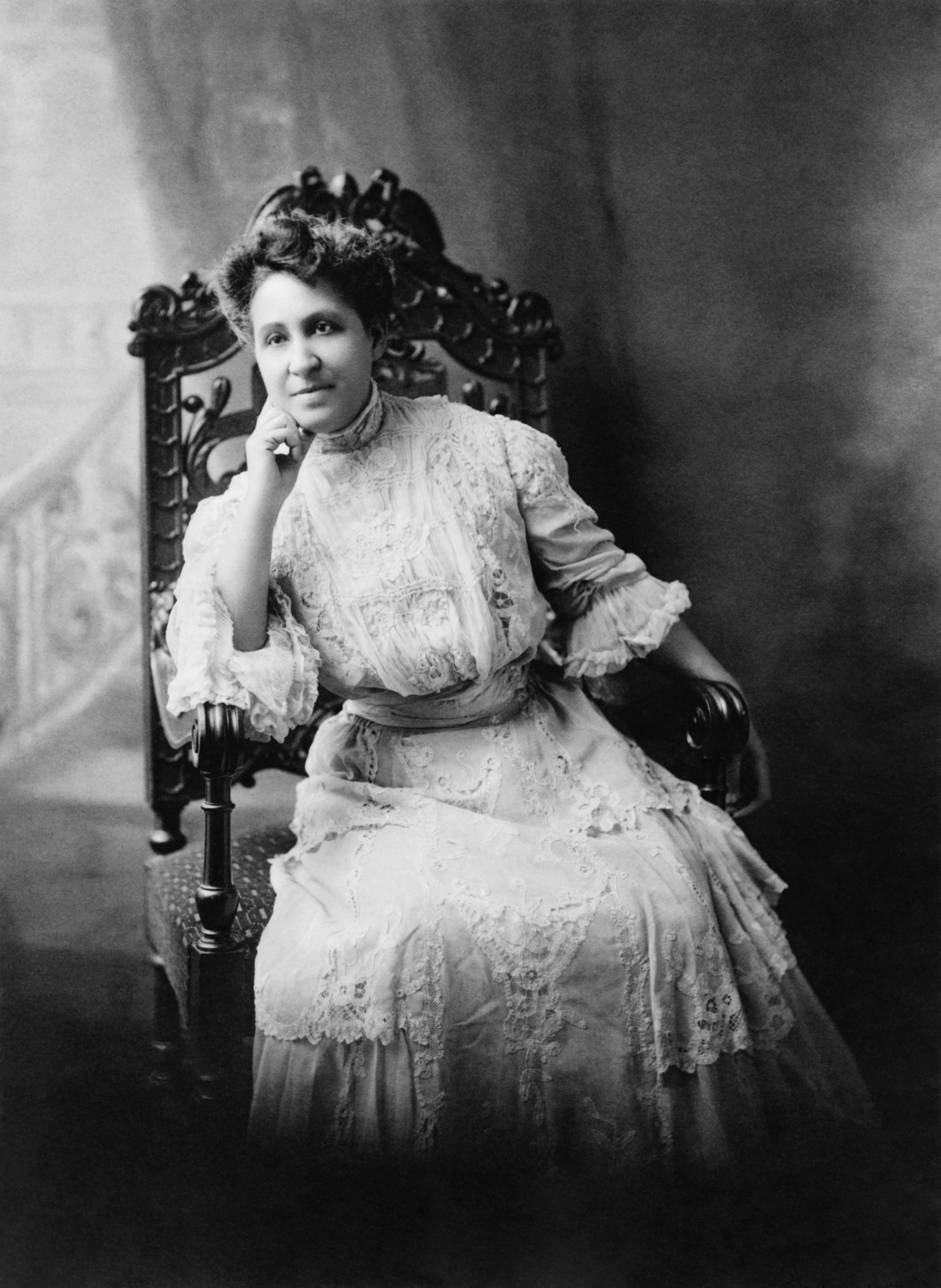
Mary Church Terrell, 1re présidente

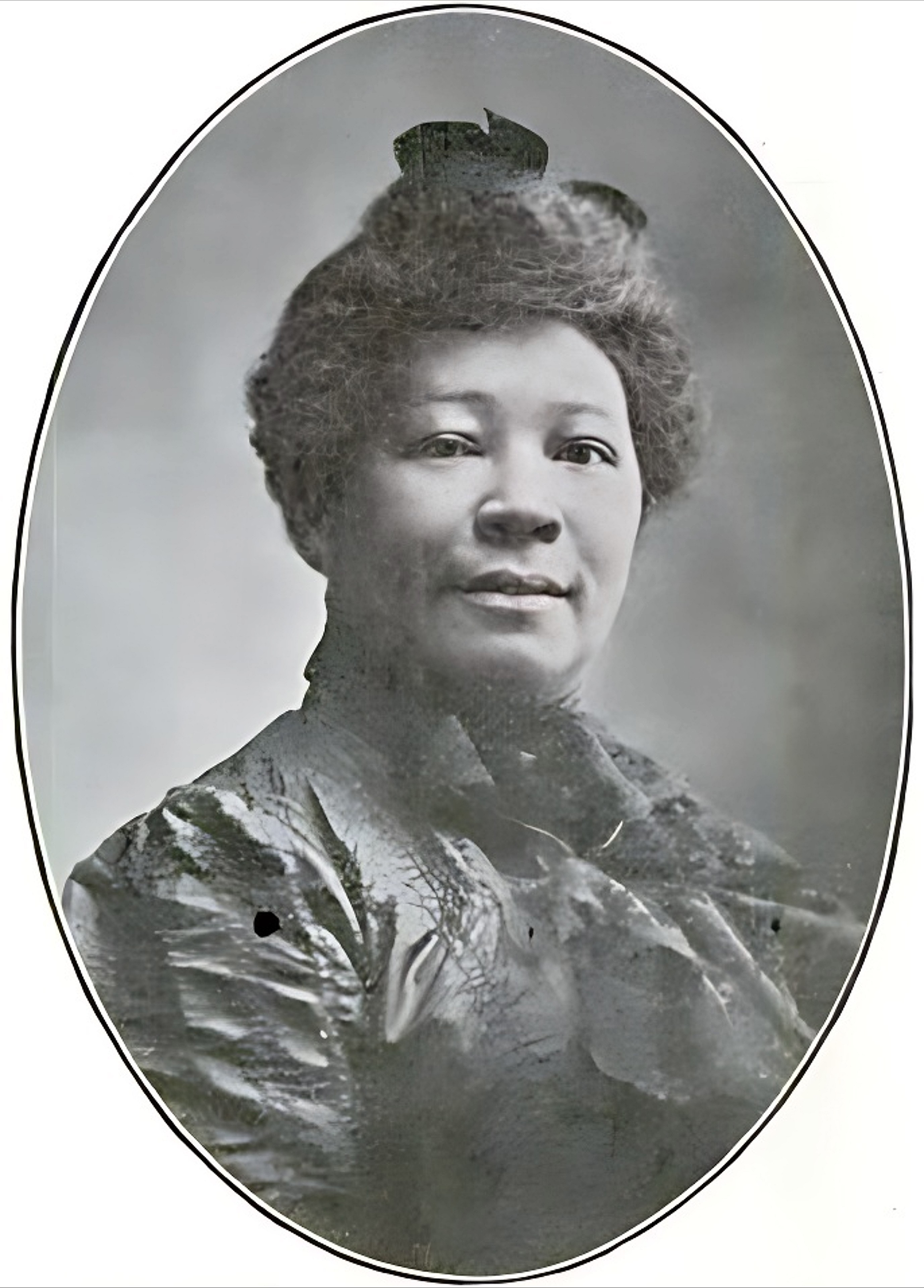
Josephine Silone Yates, 2e présidente

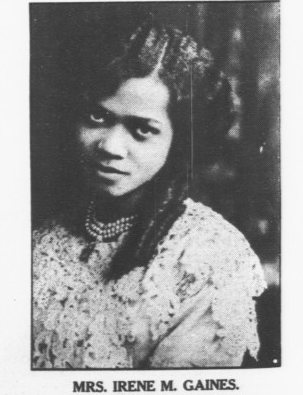
Irene M. Gaines, 15e présidente

- Josephine Silone Yates – 2e présidente (1900–1904)
- Lucy Thurman – 3e présidente (1904–1908)
- Elizabeth Carter Brooks – 4e présidente (1908–1912)
- Margaret Murray Washington – 5e présidente (1912–1916)
- Mary Burnett Talbert – 6e présidente (1916–1920)
- Hallie Quinn Brown – 7e présidente (1920–1924)
- Mary McLeod Bethune – 8e présidente (1924–1928)
- Sallie Wyatt Stewart – 9e présidente (1928–1933)
- Mary Fitzbutler Waring – 10e présidente (1933–1937)
- Jennie B. Moton – 11e présidente (1937–1941)
- Ada Belle Dement – 12e présidente (1941–1945)
- Christine Shoecraft Smith – 13e présidente (1946–1948)
- Ella P. Stewart – 14e présidente (1948–1952)
- Irene McCoy Gaines – 15e présidente (1952–1958)
- Rosa Slade Gragg – 16e présidente (1958–1964)
- Mamie B. Reese – 17e présidente (1964–1968)
- Myrtle Ollison – 18e présidente (1968–1972)
- Juanita W. Brown – 19e présidente (1972–1976)
- Inez W. Tinsley – 20e présidente (1976–1980)
- Otelia Champion – 21e présidente (1980–1984)
- Myrtle E. Gray – 22e présidente (1984–1988)
- Dolores M. Harris – 23e présidente (1988–1992)
- Savannah C. Jones — 24e présidente (1992–1996)
- Patricia L. Fletcher — 25e présidente (1996–2002)
- Margaret J. Cooper — 26e présidente (2002–2006)
- Marie Wright Tolliver – 27e présidente (2006–2010)
- Evelyn Rising – 28e présidente (2010–2014)
- Sharon R. Bridgeforth – 29e présidente (2014–2018)[9]
- Andrea Brooks-Smith – 30e présidente (2018–aujourd'hui)